# Distrito Escolar 83 de Mannheim
El  Distrito Escolar 83 de Mannheim (Mannheim School District 83) es un distrito escolar del Condado de Cook, Illinois. Tiene su sede en Franklin Park. Sirve a Franklin Park, Melrose Park, y Northlake.

## Escuelas
Escuela secundaria:
- Mannheim Middle School (Melrose Park)

Escuelas primarias:
- Roy Elementary School (Northlake)
- Scott Elementary School (Melrose Park)
- Westdale Elementary School (Northlake)

Jardín de niños:
- Mannheim Early Childhood Center en Northlake.

Escuela para estudiantes discapacitados:
- Enger School en Melrose Park[3]